# (37829) 1998 BQ33
1998 BQ33 (asteroide 37829) é um asteroide da cintura principal. Possui uma excentricidade de 0.15750790 e uma inclinação de 5.02922º.
Este asteroide foi descoberto no dia 31 de janeiro de 1998 por Takao Kobayashi em Oizumi.